# 免費增值
免费增值（英語：Freemium），是一种应用于专有软件（通常是像软件、多媒体、游戏或Web服务等数字产品）的一种商业模式，它提供長時間的免费使用，但其中的一些先进的特性、功能或虚拟物品则需要付费。该英文单词“freemium”是一个混合型新词，来源于“free”（免费）和“premium”（额外费用）。通常情况下这种產品本身免費供人下載，一般情况下也不会被標示為「免費軟體」，因為想要體驗完整的產品仍然是需要付費購買的（俗稱內購），不過僅提供付錢去除廣告的則不在此限。

## 起源
在20世纪80年代时期兴起了一种制作共享软件的商业模式，不同于通过磁碟或者CD-ROM安装的软件，该软件常常限定使用时间或者功能受限，除非你付费获得一个序列号。此种软件的商业模式特别适用于一些成本较低的软件，而且较少造成使用者的流失——除非被竞争者蚕食了市场。
然而，这个专有词语出现在该模式的很久之后，在2006年由风险资本家弗雷德·威尔逊总结了这种商业模式：
Give your service away for free, possibly ad supported but maybe not, acquire a lot of customers very efficiently through word of mouth, referral networks, organic search marketing, etc., then offer premium priced value added services or an enhanced version of your service to your customer base.
（为你提供的服务是免费的，可以有广告也可以没有，藉由口口相传、推广网络、搜索引擎营销等非常有效地得到大量客户，然后提供给客户以高价增值服务或该软件的增强版本。）
Alacra的Jarid Lukin把这种模式称作“freemium”。
在2009年，克里斯·安德森出版了一本叫做《免费：未来的极端价格》的书，它解释了这种商业模式的普及。同样，它现在也经常被Web 2.0和开源公司所使用。

## 延伸阅读
- Bruce Sterling. . wired.com. 2006年6月  [2011年12月7日]. （原始内容存档于2013年11月10日）.
- 克里斯·安德森。 免费：未来的极端价格（英语：Free: the future of a radical price）. 1st ed. Hyperion; 2009年6月24日. ISBN 978-1-4013-2290-8.